# Ndoffane

Ndoffane (alternativt Ndofane eller N'dofan) är en stad i Senegal. Den ligger i regionen Kaolack och hade 12 898 invånare vid folkräkningen 2013.